# 納努梅阿環礁
納努梅阿環礁（英語：Nanumea）是南太平洋島國圖瓦盧的環礁，位於納努芒阿島以北，由5個島嶼組成，長11.5公里、寬2.4公里，土地面積3.87平方公里，潟湖面積4.7平方公里，2002年人口664。

## 外部連結
- 维基共享资源上的相關多媒體資源：納努梅阿環礁
- Nanumea.Net—A Website for the People of Nanumea （页面存档备份，存于）
- Images and further information on the Kaumaile spear from Nanumea.net （页面存档备份，存于）
- TuvaluIslands.com （页面存档备份，存于）